# Catephia inconclusa
Catephia inconclusa är en fjärilsart som beskrevs av Walker 1857. Catephia inconclusa ingår i släktet Catephia och familjen nattflyn. Inga underarter finns listade i Catalogue of Life.